# MSX-Engine
Um chip MSX-ENGINE é um circuito integrado especialmente desenvolvido para computadores domésticos da linha MSX. Foram feitos pelas empresas Yamaha e Toshiba, e instalados em vários modelos de MSX feitos por fabricantes como: Sony, Philips, Sanyo e Panasonic.

## Visão Geral
Geralmente, este tipo de chip combina várias funções, juntando outros chips mais simples em um único chip. Isso é feito para se reduzir a quantidade de chips necessários para na placa-mãe, reduzir o consumo de energia, e mais importante ainda, reduzir o curso de produção do computador.
O primeiro MSX-Engine foi o T7775 instalado ao lado de um processador Zilog Z80, que é a CPU do sistema, posteriormente algumas versões do MSX-Engine incluíam uma versão (clone) do Z80 no próprio chip. A versão S1990 é uma das últimas, sendo um "caso especial", pois não é de fato um MSX-Engine, mas um chip que funciona como uma "conexão lógica" entre um MSX-Engine e o processador R800 utilizado no MSX Turbo-R.
A Yamaha entregava os chips MSX-Engine principalmente para as empresas Sony e Philips (), enquanto a Toshiba entregava principalmente para a Sanyo e Panasonic.
A seguir veja uma breve lista dos modelos do MSX-Engine:

### MSX 1
Yamaha S3527

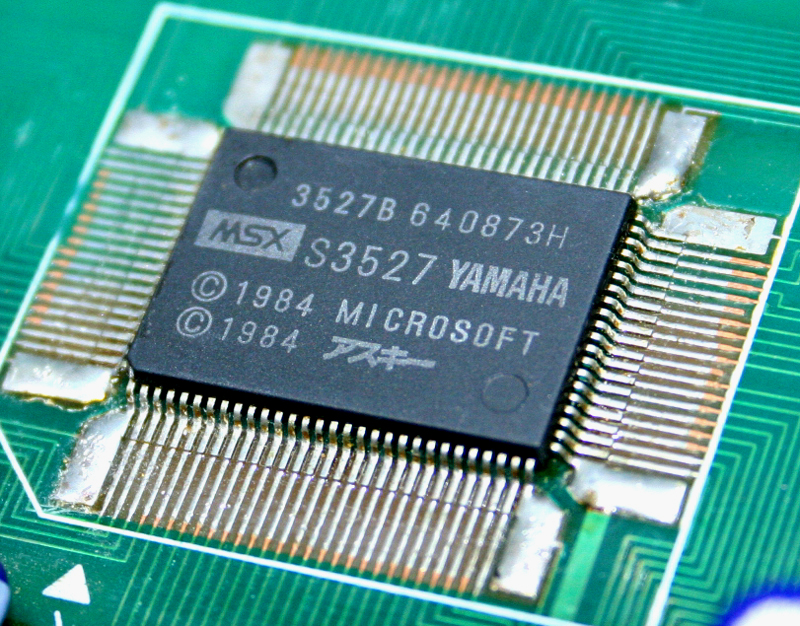
Yamaha S-3527 MSX-Engine

- Yamaha YM2149 PSG - processador de som, compatível com o General Instrument AY-3-8910
- E/S Paralela: compatível com o Intel i8255
- Funções padronizadas do MSX1: Controle de DRAM, Seletor de Cartucho, Porta de Joystick, Interface para Cassette/Impressora, e várias outras.

Obs: Este chip foi utilizado em vários modelos do MSX2.
Sony MB64H131
- Intel i8255
- Porta da Impressora

Toshiba T7775
- CMOS-chip Funções padronizadas do MSX1.

Toshiba T7937(A)
- Processador Centrar Zilog Z80 com velocidade de 3,58 MHz.
- PSG - processador de som, compatível com o General Instrument AY-3-8910
- Video Display Controller: T6950 rev.B ( compatível com Texas Instruments TMS9918)
- E/S Paralela: compatível com o Intel i8255
- Funções padronizadas do MSX1

Obs: Praticamente um computador inteiro em um único chip.
Hitachi HD62003
- PSG - processador de som, compatível com o General Instrument AY-3-8910
- Controlador de DRAM
- E/S Paralela: compatível com o Intel i8255

### MSX 2/MSX 2+
Yamaha S1985

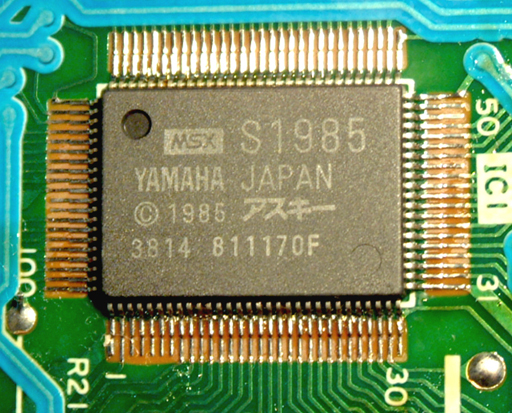
Yamaha S-1985 MSX-Engine

- Yamaha YM2149 PSG - processador de som, compatível com o General Instrument AY-3-8910
- E/S Paralela: compatível com o Intel i8255
- Funções padronizadas do MSX1 e MSX2 (com suporte para até 512 KB de Memory Mapper)
- Ricoh RP5C01A: Temporizador interno

Toshiba T9769

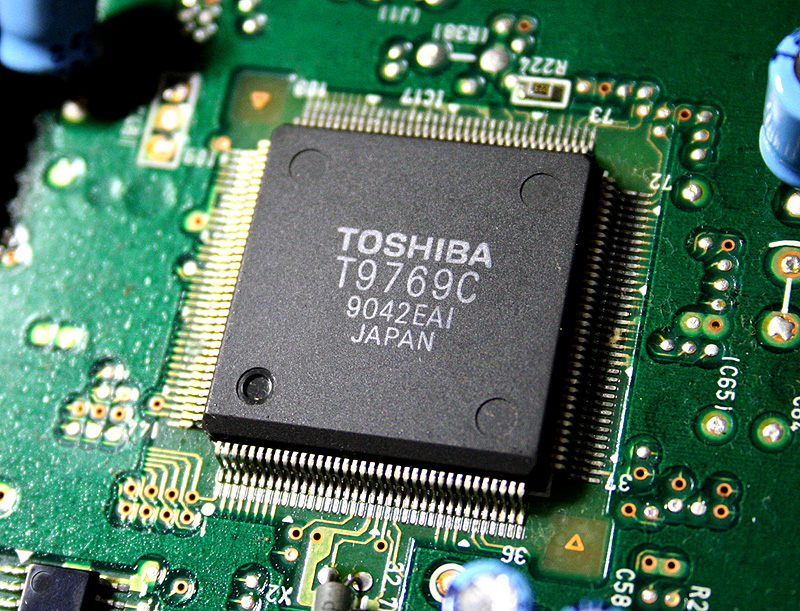
Toshiba T9769C MSX-ENGINE

- Processador Centrar Zilog Z80 com velocidade de 3,58 MHz.
- PSG - processador de som, compatível com o General Instrument AY-3-8910
- E/S Paralela: compatível com o Intel i8255
- Funções padronizadas do MSX1, MSX2 e MSX2+